# الدوري الأدرياتيكي 2005–06
الدوري الأدرياتيكي 2005–06 (بالصربية: Јадранска лига у кошарци 2005/06.)‏ هو الموسم 5 من  الدوري الأدرياتيكي. أقيم خلال الفترة 8 أكتوبر 2005 وحتى 23 أبريل 2006، وأشرف على تنظيمه اتحاد الدوريات الأوروبية لكرة السلة ‏، وكان عدد الأندية المشاركة فيه  14، وفاز فيه نادي إف إم بي لكرة السلة.